# Kanton Manosque-Sud-Est
Kanton Manosque-Sud-Est (fr. Canton de Manosque-Sud-Est) je francouzský kanton v departementu Alpes-de-Haute-Provence v regionu Provence-Alpes-Côte d'Azur. Tvoří ho tři obce.

## Obce kantonu
- Corbières
- Manosque (jihovýchodní část)
- Sainte-Tulle